# Libreville
Libreville [librəˈvil] (französisch für freie Stadt) ist die Hauptstadt Gabuns. Mit 703.939 Einwohnern (Stand 1. Januar 2013) ist Libreville mit großem Abstand vor Port-Gentil, Lambaréné und Franceville die größte Stadt des Landes. Libreville ist auch die Hauptstadt der Provinz Estuaire. Ferner ist die Stadt Sitz eines römisch-katholischen Erzbistums.

## Geografie

### Geografische Lage
Die Stadt liegt am Gabun-Ästuar, der Mündung des Komo in den Golf von Guinea. Östlich von Libreville liegen die Monts de Cristal (Kristallberge), im Süden das Mündungstiefland des Ogooué.

### Stadtgliederung
Libreville besteht aus den Stadtteilen Batterie IV, Quartier Louis, Mont-Bouët, Nombakélé, Glass (Europäischer Stadtteil), Oloumi (Industriegebiet), Dakar, Damas Aleka, Akébe Kinguélé, Nouvelle Terre, Bellevue, Avea, Avea II, Sotéga, Derriére la Prison, Les Charbonnages und Lalala.

### Klima
Libreville befindet sich in der tropischen Klimazone. Die Jahresdurchschnittstemperatur beträgt 26,0 Grad Celsius, die jährliche Niederschlagsmenge 2.509,5 Millimeter im Mittel. Die durchschnittlichen Höchsttemperaturen liegen das ganze Jahr über zwischen 26 und 30 Grad, die Tiefsttemperaturen zwischen 22 und 24 Grad im Mittel.
Die Trockenzeit beginnt im Mai und endet im September. Der meiste Niederschlag fällt im November mit durchschnittlich 373,4 Millimeter, der wenigste im Juli mit 2,5 Millimeter im Mittel.
|                       | Jan  | Feb  | Mär  | Apr  | Mai  | Jun  | Jul  | Aug  | Sep  | Okt  | Nov  | Dez  |   |      |
| Mittl. Tagesmax. (°C) | 29,2 | 30,0 | 30,0 | 30,1 | 29,4 | 27,5 | 26,3 | 26,7 | 27,7 | 28,1 | 28,4 | 28,9 | ⌀ | 28,5 |
| Mittl. Tagesmin. (°C) | 24,1 | 23,9 | 23,9 | 23,9 | 24,0 | 23,1 | 22,0 | 22,3 | 23,2 | 23,5 | 23,4 | 23,9 | ⌀ | 23,4 |
|                       |      |      |      |      |      |      |      |      |      |      |      |      |   |      |
| Niederschlag (mm)     | 270  | 268  | 375  | 331  | 231  | 15   | 2    | 12   | 109  | 400  | 487  | 316  | Σ | 2816 |
|                       |      |      |      |      |      |      |      |      |      |      |      |      |   |      |
| Sonnenstunden (h/d)   | 5,6  | 6,2  | 5,7  | 5,6  | 5,1  | 4,3  | 3,9  | 3,1  | 3,1  | 3,4  | 4,5  | 5,5  | ⌀ | 4,7  |
|                       |      |      |      |      |      |      |      |      |      |      |      |      |   |      |
| Regentage (d)         | 15   | 13   | 17   | 16   | 12   | 2    | 1    | 3    | 11   | 23   | 20   | 15   | Σ | 148  |
|                       |      |      |      |      |      |      |      |      |      |      |      |      |   |      |
| Luftfeuchtigkeit (%)  | 86   | 86   | 86   | 86   | 85   | 82   | 81   | 81   | 84   | 86   | 87   | 87   | ⌀ | 84,7 |

| 24,1 |

| 23,9 |

| 23,9 |

| 23,9 |

| 24,0 |

| 23,1 |

| 22,0 |

| 22,3 |

| 23,2 |

| 23,5 |

| 23,4 |

| 23,9 |

| 24,1 |

| 23,9 |

| 23,9 |

| 23,9 |

| 24,0 |

| 23,1 |

| 22,0 |

| 22,3 |

| 23,2 |

| 23,5 |

| 23,4 |

| 23,9 |

## Bevölkerung
Die Bevölkerung ist seit der Unabhängigkeit 1960 von ca. 30.000 Einwohnern bis heute auf ca. 703.939 (Stand: 2013) Einwohner stark angewachsen.

## Geschichte
Das Mündungsgebiet des Mbé wurde schon lange bevor die Franzosen das Gebiet von König Antchouwé Kowe Rapontchombo 1839 erwarben von den Mpongwé, einer Bantu-Gruppe bewohnt. 1843 wurde das Fort Aumale als Marinestützpunkt gegründet, das in den kommenden Jahren mit umliegenden Siedlungen zu einer Stadt zusammenwuchs. Die Stadt wurde 1849 offiziell als Siedlung für freigelassene Sklaven gegründet und erhielt nach dem Vorbild von Freetown den Namen Libreville. 1886 wurde Libreville zum Verwaltungssitz der Provinz Gabun. Als Gabun 1960 die Unabhängigkeit erlangte, wurde es zur Hauptstadt des neuen Staates.

## Wirtschaft und Infrastruktur
Der Flughafen Libreville Leon M'ba liegt rund 7 Kilometer nördlich. In Owendo, südlich des Stadtzentrums, befinden sich sowohl der Hafen der Stadt als auch der Endbahnhof der Eisenbahnstrecke Transgabonais, die Libreville mit Franceville im Südosten des Landes verbindet. Der Transgabonais transportiert die Holz-, Mangan- und Eisenerzvorkommen des Landes zum Hafen in Owendo.
In Libreville befindet sich eine Bodenstation der französischen Weltraumagentur CNES für die Kommunikation, Steuerung und Überwachung von in Französisch-Guyana auf Äquatorhöhe gestarteten Raketen.
In einer Rangliste der Städte nach ihrer Lebensqualität belegte Libreville im Jahre 2018 den 164. Platz unter 231 untersuchten Städten weltweit. Der staatliche Statistische Dienst von Gabun, die Direction Générale de la Statistique, hat in der Stadt seinen Sitz.

## Bildung
Die Stadt ist Sitz zahlreicher Bildungseinrichtungen. Dazu gehören unter anderem die 1970 gegründete Université Omar Bongo (UOB), die Université des Sciences de la Santé, die Omar Bongo Ondimba Technical School und weitere kleinere Institute sowie die Nationalbibliothek.

## Kultur und Sehenswürdigkeiten
In Libreville befindet sich das Nationalmuseum für Kunst und Kulturgeschichte, das eine umfangreiche Sammlung von Reliquien und rituellen Masken beheimatet. Die Holzkirche St. Michel ist für ihre Schnitzereien bekannt. Sie wurde erst 1961 errichtet, die Schnitzereien – Szenen aus dem Alten und dem Neuen Testament – schuf ein erblindeter Holzschnitzer in monatelanger Arbeit. Die Kirche ist besonders an Sonntagen ein Magnet für Besucher. Weitere Sehenswürdigkeiten sind die Kathedrale St. Marie, das Arboretum de Sibang und ein französisches Kulturzentrum. Ein weiteres bemerkenswertes Holzgebäude befindet sich am Boulevard Georges Pompidou, es beherbergt im Erdgeschoss die Kunstgalerie Louis, der Besitzer handelt auch mit afrikanischen Antiquitäten. Der Präsidentenpalast, der in den 1970er Jahren gebaut wurde, ist nicht für Besucher geöffnet und darf nicht fotografiert werden. Das Mausoleum des ehemaligen Präsidenten Léon M’ba erhebt sich an der Esplanade. Im Inneren befindet sich ein schlichter Gedenkstein, das Mausoleum selbst ist nach allen Seiten offen, ein solches Beispiel für fehlenden Personenkult ist selten in Afrika. Librevilles größter Markt ist der Marché du Mont-Bouët östlich des Stadtzentrums. Das Stadion Stade d’Angondjé ist eines der vier Stadien, in denen die Fußball-Afrikameisterschaft 2017 ausgetragen wurde.

## Söhne und Töchter der Stadt
- Charles N’Tchoréré (1896–1940), Hauptmann der französischen Armee
- Léon M’ba (1902–1967), von 1960 bis 1967 der erste Präsident von Gabun
- André Gustave Anguilé (1920–1999), Diplomat und Politiker
- Léon Mébiame (1934–2015), von 1975 bis 1990 Premierminister der Republik Gabun
- Paulin Obame Nguema (1934–2023), von 1994 bis 1999 Premierminister der Republik Gabun
- Jean-Patrick Iba-Ba (* 1966), römisch-katholischer Geistlicher, Erzbischof von Libreville
- Severin Nziengui Mangandza (* 1970), römisch-katholischer Ordensgeistlicher, Apostolischer Vikar von Makokou
- Edna Merey-Apinda (* 1976), Autorin
- Daniel Cousin (* 1977), Fußballspieler
- Henri Antchouet (* 1979), Fußballspieler
- Cédric Moubamba (* 1979), Fußballspieler
- Reïna-Flor Okori (* 1980), äquatorialguineisch-französische Leichtathletin
- Fabrice Do Marcolino (* 1983), gabunisch-französischer Fußballspieler
- Catilina Aubameyang (* 1983), gabunischer Fußballspieler französischer Abstammung
- Stéphane N’Guéma (* 1984), gabunisch-französischer Fußballspieler
- Gilles Mbang Ondo (* 1985), gabunisch-französischer Fußballspieler
- Anthony Obame (* 1988), Taekwondoin
- Malick Evouna (* 1992), Fußballspieler
- Lévy Madinda (* 1992), gabunischer Fußballspieler
- Yrondu Musavu-King (* 1992), Fußballspieler
- Mario Lemina (* 1993), gabunisch-französischer Fußballspieler
- Axel Méyé (* 1995), Fußballspieler
- Chris Silva (* 1996), Basketballspieler
- Alan Do Marcolino (* 2002), Fußballspieler
- Royce Openda (* 2002), Fußballspieler
- Jacques Ekomié (* 2003), gabunisch-französischer Fußballspieler

## Flughäfen
- Flughafen Libreville Leon M'ba